# Спиця (зброя)

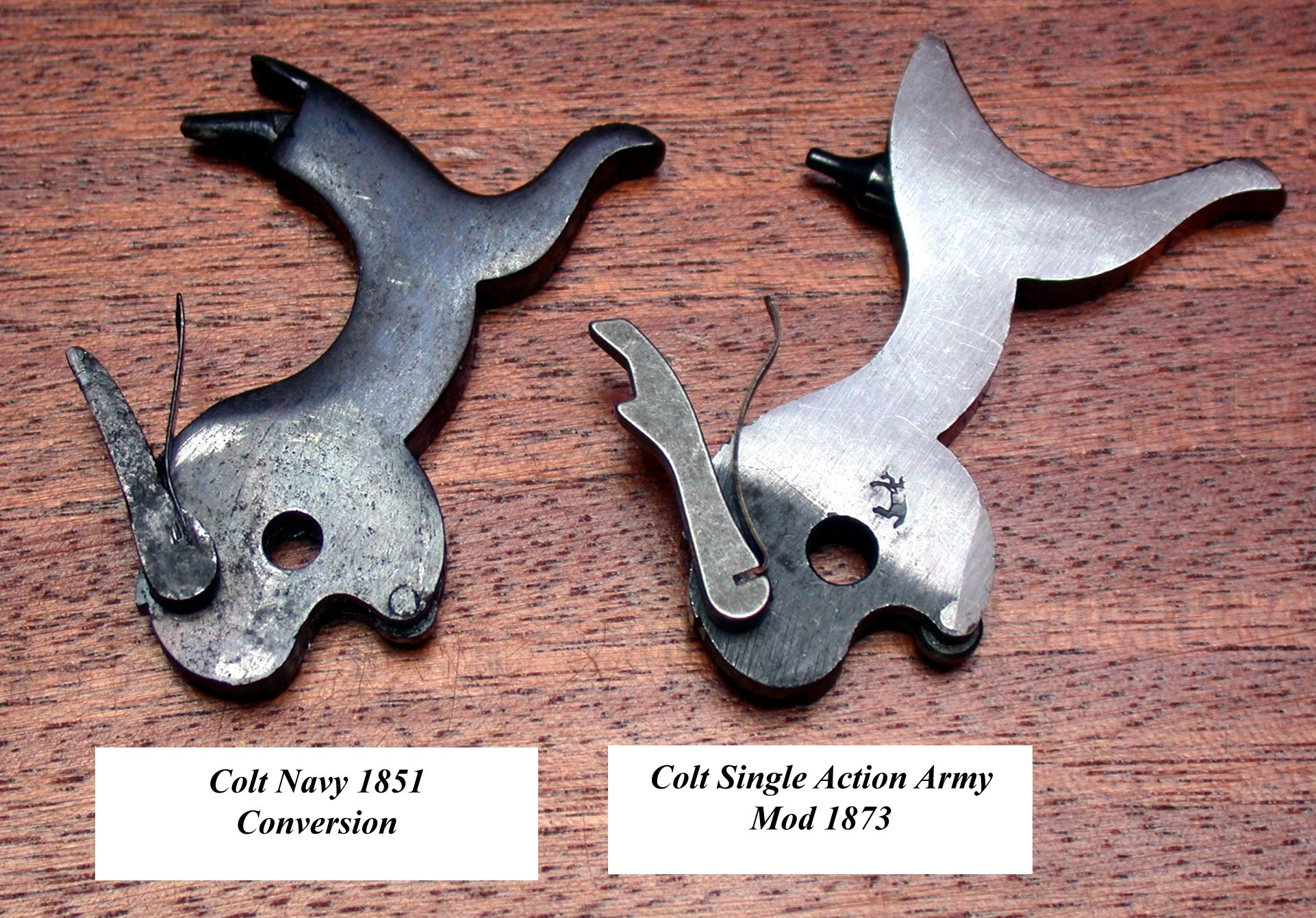
Курки револьверів Кольта, видно спиці

Спиця — частина курка, яка виступає в тильній його частині і забезпечує можливість його ручного зведення. Може бути відсутньою на самозвідних пістолетах і револьверах, що може вважатися додатковим заходом безпеки.